# Großsteingrab Bonerath
Das Großsteingrab Bonerath (auch Drei Mörder genannt) ist eine jungsteinzeitliche megalithische Grabanlage südöstlich von Bonerath im Landkreis Trier-Saarburg in Rheinland-Pfalz.
Die Anlage liegt an der Landesstraße 146, die von Holzerath nach Reinsfeld führt.
Erhalten sind drei Quarzitblöcke, zwei davon Tragsteine sowie ein in die Kammer gerutschter Deckenstein.

## Sage
Um das Großsteingrab ranken sich einige volkstümliche Sagen:

„In alter Zeit hausten im Walde drei Mörder.
Sie überfielen die Reisenden, die auf der Römerstraße quer über den Hochwald nach Trier kamen. ‚Geld oder Blut!‘ war ihr Ruf. Manchen Mord hatten sie schon begangen, viele Schätze schon geraubt und in ihrer Geldkiste aufbewahrt. Da kam eines Tages die Muttergottes vorbei. Auch sie wurde mit rauhen Worten angerufen. Die Mutter Maria ermahnte sie, ihr Leben zu bessern, damit Gott sie nicht einmal strafe. ‚Wenn es einen Gott gibt, dann wollen wir zu Stein werden‘, erwiderten sie höhnend.
Da machte die Himmelsmutter ein Kreuzzeichen über die drei und sie erstarrten zu Stein. Ja selbst die Geldkiste war nur noch ein viereckiger Steinblock.
In den benachbarten Dörfern werden verschiedene Versionen der Sage erzählt.
Die einen erzählen, drei Mörder hätten hier einem Mädchen aufgelauert und seien zur Strafe in einen Stein verwandelt worden. Andere bringen das in der Nähe liegende sogenannte ‚Römerlager‘ mit der Sage in Verbindung. Demnach überfielen die drei Mörder dieses Lager und seien zur Strafe mit ihrem Hund in drei große und einen kleinen Stein verwandelt worden.
In einer anderen Version wird berichtet, der Reinsfelder Pfarrer sei zu einem verunglückten Holzhacker gerufen worden. Im Wald seien drei Mörder und ein Hund auf ihn eingedrungen. Der Pfarrer habe das Kreuzzeichen gemacht und die Mörder seien zu Stein geworden.“